# 서대전역
서대전역(Seodaejeon station, 西大田驛)은 대전광역시 중구 오류동에 있는 호남선의 철도역이다. 역 인근에 서대전네거리역, 오룡역이 있다. 이 역은 대전 도시철도 2호선과 충청권 광역철도의 정차역으로 계획되고 있다.
현재 KTX, ITX-새마을, ITX-마음, 무궁화호, 남도해양열차가 정차한다. 2013년 12월 13일부터 광주송정역에서 출발하는 남도해양열차도 이 역에서 시·종착하였으나, 전라선(서울역 - 여수엑스포역) 구간을 운행하며 정차한다. 2015년 4월 2일 호남고속철도 개통 이후 KTX는 평일 1일 16회, 주말 1일 18회 정차하고 있었으나 2016년 12월부터 서대전역을 경유하는 KTX가 증편되고 서울역 또는 호남 방향으로의 운행을 재개하였다. 심야에 무궁화호 1편성이 주박한다. 호남선은 이 역부터 목포역까지 모두 지상 구간이다.

## 역사
1931년 대전군 유천면 유지들의 연대서명으로 역사 설립 운동이 시작되어 1935년 5월 착공하여 1936년 10월 준공되어 11월 1일 영업을 시작하였다.
1936년 이곳에 역이 세워질 당시에 이 곳은 대전부 외곽 지역이었으나, 그 후 1960년대에 접어들고 대전시 시가지가 확장되면서 이곳도 대전의 도심 지역에 속하게 되었으며, 그 후 역 규모와 이용객 수가 크게 증가하였다.
1978년, 대전조차장역 ~ 서대전역 구간의 복선화가 완료되면서 호남선 열차는 대전역을 경유하지 않고 서대전역을 거치게 되었다. 그 후 대전시의 광역시 승격과 둔산신도시 건설 및 유성의 부도심화, 1993년 대전 세계 박람회 개최로 이용객이 증가하고 새마을호까지 정차하는 역이 되었으며, 2004년 KTX 개통과 함께 역사가 신축되었고, 모든 호남선 경유 열차가 정차하는 주요 역의 지위를 갖게 되었다.

### 연혁
- 1914년 1월 22일 : 보통역으로 영업 개시
- 1969년 12월 : 역사 신축
- 1970년 7월 13일 : 사무관역으로 승격
- 1971년 9월 10일 : 민수용 무연탄 도착취급역 지정[6]
- 1976년 4월 26일 : 민수용 무연탄 도착취급역 지정 취소[7]
- 1977년 12월 10일 : 3급역으로 승격[8]
- 1997년 10월 1일 : 서기관역으로 승격
- 1999년 10월 1일 : 사무관역으로 격하
- 2003년 12월 1일: 신축 역사 준공
- 2004년 4월 1일 : KTX 운행 개시
- 2006년 5월 1일 : 소화물 취급 중지
- 2006년 7월 1일 : 보통역(2급)으로 변경
- 2008년 1월 1일 : 장항선 일부 무궁화호 열차의 시·종착역이 됨
- 2008년 11월 1일 : 화물 취급 중지[9]
- 2013년 12월 13일 : 남도해양열차 운행 개시
- 2015년 4월 2일 : 호남고속철도 개통으로 KTX 정차 횟수 1일 16회(주말 1일 18회)로 감소
- 2016년 12월 9일 : SRT 개통에 따른 열차 시간표 개정으로 서울역과 호남을 운행하는 KTX 운행 개시, 장항선 경유 무궁화호 전 열차가 용산역-익산역 간으로 구간이 단축됨에 따라 장항선 열차가 이 역에 정차하지 않게 됨
- 2020년 3월 1일 : 누리로 운행 종료
- 2020년 3월 2일 : 태백선 누리로 운행으로 호남선 1421, 1424, 1425,1426열차는 무궁화호로 변경 운행 개시
- 2023년 9월 1일 : ITX-마음 운행 개시

### 경부선 분기
1909년 5월 호남선 철도 기성회가 조직되었을 때, 호남선 분기점을 두고 대전과 조치원 양쪽 지방 사이에 다툼이 벌어졌으나, 대전으로 결정되어 1910년 7월 호남선 철도 기공식을 가졌다.
| 과거 분기 구조 | 현재 분기 구조 |
| --- | --- |
| 호남선이 처음 부설되었을 때는 경부선 측 분기점이 부산을 향하게 되어 있어서, 서울에서 목포 등지로 이동하려면 대전역에서 오랜 시간 동안 기관차를 돌려야 했다. 대전역 가락국수가 유명해진 것도 이 때문이었다. | (구)대전선이 부설된 이후 대전조차장에서 서대전역으로 곧장 분기하여 바로 호남선으로 들어가므로 굳이 대전역을 경유하여 기관차를 돌릴 필요가 없게 되었다. 그러나 대전을 경유하여 호남과 영남을 오가는 승객의 경우, 역이 서대전, 대전으로 이원화되면서 불편을 겪게 되었다. |

기존에는 대전역에서 서울 방향, 영남 방향, 호남 방향의 모든 열차를 이용할 수 있었으나, 대전조차장역에서 서대전역을 연결하는 (구)대전선의 부설 이후, 호남 방향은 서대전역, 영남 방향은 대전역으로 승객 처리가 이원화되었다. 대전 - 서대전 구간(현 대전선)을 경유하는 여객 열차는 없으며, 따라서 대전을 경유하여 호남 - 영남을 이동하는 승객은 거의 대부분 대전역이나 서대전역에서 다른 교통 수단을 이용하여 환승해야 하는 불편을 겪게 되었다.

## 승강장
2면 4선의 쌍섬식 승강장이다. 주로 2, 3번 승강장을 사용한다.
| ↑오송(KTX)/↑신탄진(ITX-마음, ITX-새마을,무궁화호) |
| 4 \| 3 \| 2 \| 1 \|                               |
| ↓계룡                                             |

| 4 | 사용하지 않음 | 사용하지 않음                          |                                           |
| 3 | 상행          | KTX                                    | 오송 · 광명 · 용산 · 서울 · 행신 방면     |
| 3 | 상행          | ITX-새마을 · 무궁화호 · ITX-마음       | 천안 · 수원 · 영등포 · 용산 방면          |
| 2 | 호남선 하행   | KTX                                    | 익산 · 정읍 · 광주송정 · 목포 방면        |
| 2 | 호남선 하행   | ITX-새마을 · 무궁화호 · ITX-마음       | 익산 · 김제 · 광주 · 광주송정 · 목포 방면 |
| 2 | 전라선 하행   | KTX · ITX-새마을 · 무궁화호 · ITX-마음 | 익산 · 전주 · 순천 · 여수엑스포 방면      |
| 2 | 경전선 하행   | 무궁화호                               | 익산 · 서광주 · 보성 · 순천 방면          |
| 1 | 사용하지 않음 | 사용하지 않음                          |                                           |

## 분기 노선
- 병참선(국방부 소유, 2.4km)
- 공병선(국방부 소유, 1.0km)

## 호남고속선 개통 이후 KTX 운행
호남고속선 1단계 구간이 완공되어 서대전역에 정차하던 KTX 열차의 정차역이 공주역으로 바뀌었다. 그러나 공주역이 있는 공주시 이인면은 인구 3천명 가량으로 서대전역보다 수요가 적은데다가 공주 도심에서 남쪽으로 15km 떨어진 곳에 위치해있어 문제가 되고 있다.
기존 호남선 이용객의 30% 이상을 차지하는 서대전역 수요를 고려하여 일부 경부선 KTX가 수원역이나 밀양역, 구포역을 경유하는 것처럼 호남선 KTX도 서대전역을 경유하여 운행 횟수를 늘리려는 안이 제시되었지만 호남 정치인들은 익산 ~ 대전조차장 최고 속력이 150km/h에 불과하고 선형이 불량해 서대전역을 경유하면 2시간 18분이 소요된다고 반대하였다.
행신역 ~ 용산역 ~ 서대전역  ~ 익산역 간 KTX는 하루 18회 운행되고 있다. 국토교통부는 호남선 KTX 서대전역 경유 문제의 근본적인 발단이 된 서대전 ∼ 논산 구간의 철도 선로를 개량을 위해 제3차 국가철도망구축계획에 호남선 직선화 공사를 확정하였다. 2016년 12월부터  SRT 운행과 함께 하루 22회로 증편되며 서울역 ~ 서대전역 ~ 익산역 10회, 용산역 ~ 서대전역 ~ 목포역 4회, 용산역 ~ 서대전역 ~ 여수엑스포역 4회, 용산역 ~ 서대전역 4회로 운행하고 있다.

## 인접한 역
| KTX                        | KTX                           | KTX                                 |
| -------------------------- | ----------------------------- | ----------------------------------- |
| 오송 행신 방면             | KTX 호남선 서대전만 경유      | 계룡 목포 방면                      |
| 오송 서울 방면             | KTX 호남선 서대전 · 김제 경유 | 계룡 목포 방면                      |
| 오송 용산 방면             | KTX 전라선 서대전 경유        | 계룡 여수EXPO 방면                  |
| 일반열차                   |                               |                                     |
| 조치원 용산 방면           | ITX-새마을 호남선             | 계룡 목포·광주 방면                 |
| 조치원 용산 방면           | ITX-새마을 전라선             | 계룡 여수EXPO 방면                  |
| 신탄진 용산 방면           | ITX-마음 호남선               | 계룡 익산 방면                      |
| 신탄진 용산 방면           | ITX-마음 전라선 호남선        | 논산 여수엑스포 · 목포 방면         |
| 신탄진 용산 방면 용산 방면 | 무궁화 호남선 전라선          | 계룡 목포 · 광주 방면 여수EXPO 방면 |
| 천안 서울 방면             | 남도해양열차 전라선           | 익산 여수EXPO 방면                  |

## 같이 보기
- 서대전